# چکوتهی
چکوتهی (به انگلیسی: Chakothi) یک روستا در پاکستان است که در کشمیر آزاد واقع شده‌است.